# کبوتردریایی برایان
کبوتردریایی برایان (نام علمی: Puffinus bryani) نام یک گونه از سرده کبوتردریایی‌های آب‌شکاف است.